# 2014. október 20-i konzisztórium
A 2014. október 20-i konzisztóriumot Ferenc pápa hívta össze. Ezen a konzisztóriumon 2 boldog szenttéavatási határozatát hirdette ki.

## Szenttéavatási határozatok
- Giuseppe Vaz áldozópap
- Maria Cristina Dell’Immacolata Concezione szerzetesnő